# Entypia
Entypia – proces zachodzący podczas embriogenezy gryzoni, polegający na odwróceniu kolejności ułożenia listków zarodkowych. Dzięki niemu u tej grupy zwierząt wytwarza się specjalny typ łożyska.